# Julija Ałborowa
Julija Igoriewna Ałborowa (ros. Юлия Игоревна Алборова; ur. 28 maja 1992) – rosyjska zapaśniczka walcząca w stylu wolnym. Zajęła dwunaste miejsce na mistrzostwach Europy w 2016. Brązowa medalistka uniwersyteckich mistrzostw świata z 2012. Mistrzyni Europy juniorów w 2011 i wicemistrzyni świata w 2009. Mistrzyni Rosji w 2015 i trzecia w 2011 roku.